# Anton Passy-Cornet

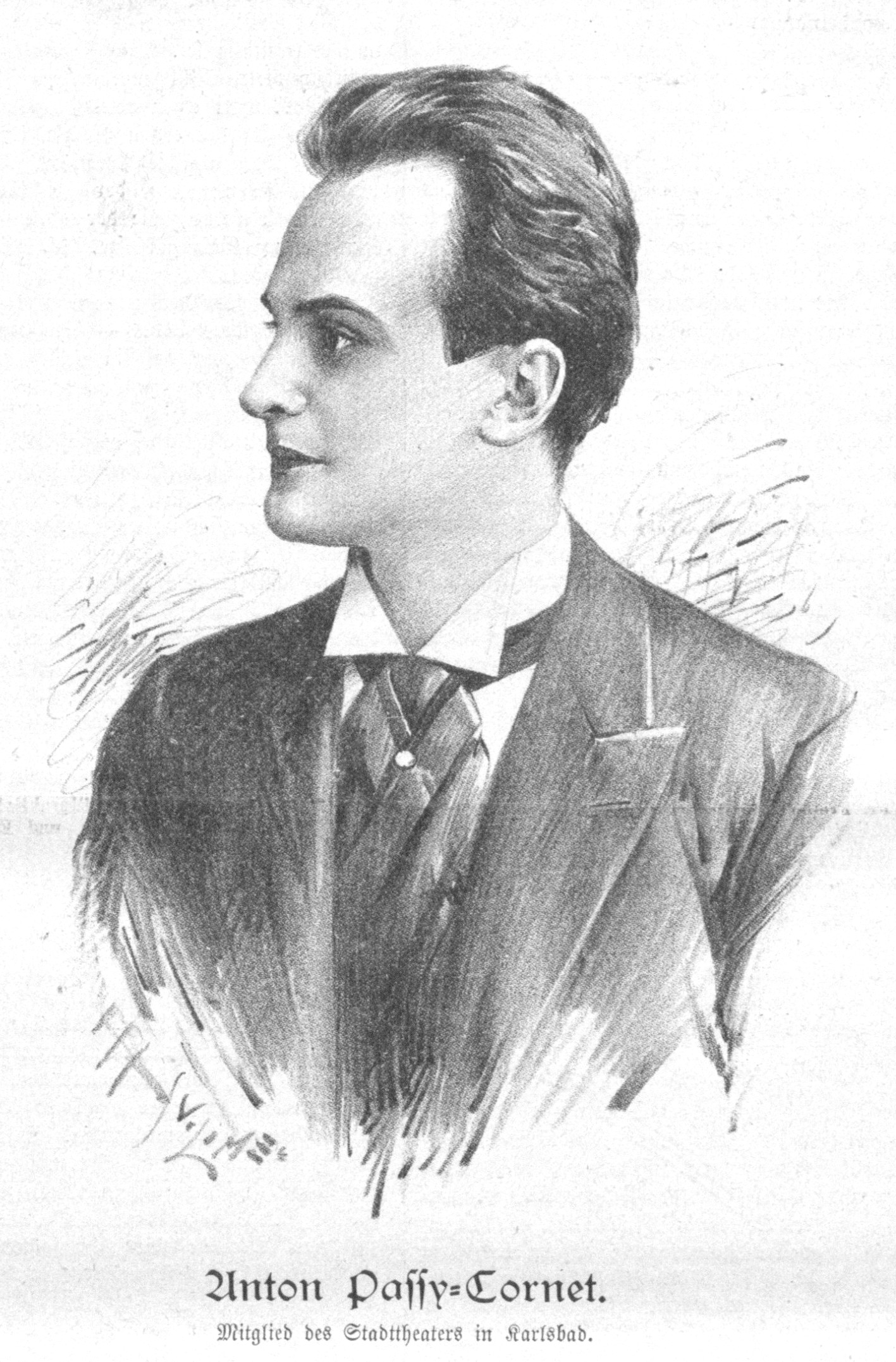
Jan Vilímek: Anton Passy-Cornet (1895)

Anton Passy-Cornet, auch Anton Pazzy-Cornet, (3. März 1868 in Wien – 13. Februar 1934 in Kufstein) war ein österreichischer Opernsänger (Tenor) und -regisseur.

## Leben
Anton Passy-Cornet, Sohn der Opernsängerin Adele Passy-Cornet, die ihn auch ausbildete, war ab 1892 als Tenor tätig. Er begann seine Bühnenlaufbahn in Augsburg. Dann folgten Engagements in Magdeburg 1893, Troppau 1894, Laibach 1895, Preßburg 1896, Innsbruck 1897, Brünn 1898, Graz 1899, Hamburg am Carl Schultzetheater 1900 und Düsseldorf von 1901 bis 1908, wo er 1904 bei der Uraufführung der Oper Der Vogt auf Mühlstein von Cyrill Kistler mitwirkte. Von 1908 bis 1910 wirkte er als Sänger und Opernregisseur am Stadttheater von Mainz. Von 1910 (ab 1913 nur noch als Oberregisseur) bis zu seiner Pensionierung im Jahr 1931 war er am Stadttheater von Nürnberg tätig, zuletzt als Bibliothekar.
Seine Großeltern waren Julius und Franziska Cornet; Josef Passy-Cornet war sein Bruder.